# Мидвеј (Флорида)
Мидвеј (енгл. Midway) град је у америчкој савезној држави Флорида. По попису становништва из 2010. у њему је живело 3.004 становника.

## Демографија
Према попису становништва из 2010. у граду је живело 3.004 становника, што је 1.558 (107,7%) становника више него 2000. године.
| Група             | 2000.         | 2010.         |
| Белци             | 63 (4,4%)     | 255 (8,5%)    |
| Афроамериканци    | 1.365 (94,4%) | 2.583 (86,0%) |
| Азијати           | 2 (0,1%)      | 26 (0,9%)     |
| Хиспаноамериканци | 12 (0,8%)     | 114 (3,8%)    |
| Укупно            | 1.446         | 3.004         |